# UBE2V2
UBE2V2‏ (Ubiquitin conjugating enzyme E2 V2) هوَ بروتين يُشَفر بواسطة جين UBE2V2 في الإنسان.